# Colfelice
Colfelice est une commune italienne de la province de Frosinone dans la région Latium en Italie.

## Administration
| Période                                  | Période     | Identité              | Étiquette                        | Qualité               |
| ---------------------------------------- | ----------- | --------------------- | -------------------------------- | --------------------- |
| 08/06/2009                               | Aujourd'hui | Bernardo Donfrancesco | Liste Citoyenne : Grappolo d'Uva | Proviseur en retraite |
| Les données manquantes sont à compléter. |             |                       |                                  |                       |

### Communes limitrophes
Arce, Rocca d'Arce, Roccasecca, San Giovanni Incarico

## Jumelage
- Coursac (France) depuis 2021.